# アジアヤングガンズチャレンジ
アジアヤングガンズチャレンジ（Asian Young Guns Challenge）は、2009年から2015年にかけて行われた、国際見習騎手招待競走である。
主にアジアを中心とした諸国（詳細は後述）のリーディング上位見習騎手によって争われる。同シリーズは3競走で構成されており、ポイント制によって総合優勝が決定され優勝者にはトロフィーが贈呈される。
それぞれの競走において各騎手には着順ごとに得点が加算され、最も高い総合得点を得た選手が優勝となる。競走は通常の見習騎手限定競走として行われるため出走頭数によっては他の見習騎手も同競走に参加するが、それらは得点の対象にならない。
公式な開催終了のアナウンスは出されていないが、2016年以降は開催が途絶えており、事実上開催は終了している。

## 参加国・地域
- 日本（2009年 - 2015年）
- 香港（2009年 - 2015年）
- シンガポール（2009年 - 2015年）
- オーストラリア（2009年 - 2015年）
- マレーシア（2010年、2012年 - 2015年）
- マカオ（2011年 - 2015年）
- ニュージーランド（2011年 - 2015年）
- 南アフリカ共和国（2011年 - 2015年）
- 韓国（2012年 - 2015年）
- モーリシャス（2014年 - 2015年）

## 開催概要

### 2009年
- 開催日：2009年8月8日
- 開催地：フレミントン競馬場（オーストラリア・ビクトリア州）
- レース：芝直線1000メートル・芝1600メートル・芝1800メートル
- ポイントシステム：1着から8着までが得点の対象となり、上から順に25P・15P・10P・7P・5P・3P・2P・1Pが与えられる。騎乗馬が出走取消となった場合は8Pが与えられる。
- 参加騎手と成績
  1. 藤岡康太（日本）- 35P
  2. ニコラス・ホール（オーストラリア）- 32P
  3. マーク・ユー（シンガポール）- 26P
  4. ジャッキー・ロウ（シンガポール）- 24P
  5. デレク・リョン（香港）- 20P
  6. マシュー・チャドウィック（香港）- 15P
  7. ディーン・ホランド（オーストラリア）- 5P

### 2010年
- 開催日：2010年7月18日
- 開催地：クランジ競馬場（シンガポール）
- レース：芝1200メートル、芝1400メートル、ポリトラック1700メートル
- ポイントシステム：1着から順に25P・15P・10P・7P・5P・3P・2P・1P（8着以下は全て1P）が与えられる。騎乗馬が出走取消となった場合は7Pが与えられる。
- 参加騎手と順位
  1. デレク・リョン（香港）- 33P[注釈 1]
  2. マーク・ユー（シンガポール）- 33P
  3. ハーミート・シン・ジル（マレーシア）- 30P
  4. ウィリアム・イーガン（オーストラリア）- 23P
  5. コー・テック・ファト（シンガポール）- 22P
  6. キース・ユン（香港）- 19P
  7. 阪野学（日本・愛知）- 12P
  8. モハメド・ムタザ・ビン・モハメド・サレー（マレーシア）- 10P
  9. 松山弘平（日本・JRA）- 8P
  10. ジョーダン・マリヨン（オーストラリア）- 3P

### 2011年
- 開催日：2011年8月6日
- 開催地：フレミントン競馬場（オーストラリア・ビクトリア州）
- レース：芝1000メートル、芝1800メートル、芝2000メートル
- ポイントシステム：1着から順に25P・15P・10P・7P・5P・3P・2P・1Pが与えられる（9着以下は0P）。騎乗馬が出走取消となった場合は6Pが与えられる。なお3レース中で最も下位の成績が5 - 8着の場合は、当該レースのポイントが6Pとなる。
- 参加騎手と順位
1. ジョーダン・マリヨン（オーストラリア）- 41P
2. アダム・マケイブ（オーストラリア）- 36P
3. 高倉稜（日本・JRA）- 31P
3. チャクイウ・ホー（香港）- 31P
5. リズアン・シャフィク（シンガポール）- 22P
6. ジェームス・マクドナルド（ニュージーランド）- 21P
7. キャッシュ・ウォン（マカオ）- 19P
8. ワン・ポール・ファン・ダ・マーヴァ（南アフリカ共和国）- 9P

### 2012年
- 開催日：2012年8月5日
- 開催地：タイパ競馬場（マカオ）
- レース：サンド1350メートル、芝1100メートル、芝1800メートル
- ポイントシステム：1着から順に25P・15P・10P・7P・5P・3P・2P・1Pが与えられる（9着以下は0P）。騎乗馬が出走取消となった場合は6Pが与えられる。
- 参加騎手と順位
1. ング・カ＝チュン（香港）- 40P
2. ヤジッド・カマル（マレーシア）- 35P
3. セオ・シュン＝グン（韓国）- 31P
4. M Cangas（マカオ）- 25P
5. ジェイク・ヌーナン（オーストラリア）- 20P
6. キャッシュ・ウォン（マカオ）- 18P
7. ジェイソン・コレット（ニュージーランド）- 13P
8. ザワリ・ラザリ（シンガポール）- 10P
9. 石川慎将（日本・佐賀）- 8P
10. キアガン・デ・メロ（南アフリカ共和国）- 7P
11. 西村太一（日本・JRA）- 3P

### 2013年
- 開催日：2013年8月17日
- 開催地：テラパ競馬場（ニュージーランド）
- レース：芝2100メートル、芝1600メートル、芝1400メートル
- ポイントシステム：1着から順に25P・15P・10P・7P・5P・3P・2P・1P・1P・1Pが与えられる（11着以下は0P）。騎乗馬が出走取消となった場合は6Pが与えられる。
- 参加騎手と順位
1. ハリー・カシム（シンガポール）- 42P
2. ジュリアス・マリバ（南アフリカ共和国）- 32P
2. ローリー・ハチングス（ニュージーランド）- 32P
4. キム・ヒョンジュン（韓国）- 27P
5. チャールズ・パーキンス（マカオ）- 19P
6. ジョーダン・チャイルズ（オーストラリア）- 15P
7. ミランダ・ドラビツキー（ニュージーランド）- 12P
8. アルヴィン・ング（香港）- 8P
9. 菱田裕二（日本・JRA）- 1P
9. チュン・ワー・トン（マレーシア）- 1P

### 2014年
- 開催日：2014年8月2日
- 開催地：クレアウッド競馬場（南アフリカ共和国）
- レース：芝1200メートル、芝2000メートル、芝1450メートル、芝1450メートル
- ポイントシステム：1着から順に25P・15P・10P・7P・5P・3P・2P・1P・1P・1Pが与えられる（11着以下は0P）。騎乗馬が出走取消となった場合は6Pが与えられる。
- 参加騎手と順位
1. タム・キンチョン（マレーシア）- 45P
2. ローリー・ハチングス（ニュージーランド）- 39P
3. Akash Aucharuz（モーリシャス）- 33P
3. キャッシュ・ウォン（マカオ）- 33P
5. ノー・セナリ（シンガポール）- 32P
6. クレイグ・ザッキー（南アフリカ共和国）- 29P
7. 阿部龍（日本・北海道）- 24P
7. イ・チャンホ（韓国）- 24P
9. ディッキー・リュイ（香港）- 21P
10. フランクリン・マレキング（南アフリカ共和国）- 12P
11. ジャイ・マクニール（オーストラリア）- 9P
11. 横山和生（日本・JRA）- 9P

### 2015年
- 開催日：2015年8月29日[1][2]
- 開催地：ソウル競馬場（大韓民国）
- レース：ダート1000メートル、ダート1400メートル、ダート1200メートル、ダート1400メートル
- 参加騎手と順位
1. キム・ドンスー（韓国）- 72P
2. ジャック・ウォン（香港）- 42P
3. チョイ・イーモー（マカオ）- 31P
4. ジャイ・マクニール（オーストラリア）- 27P
5. 笹川翼（日本・NAR）- 19P
6. 松若風馬（日本・JRA）- 16P
6. シー・ジー・ヨン（シンガポール）- 16P
6. クレイグ・ザッキー（南アフリカ共和国）- 16P
9. チョ・ヒーウォン（韓国）- 13P
10. ウォン・カン・チョン（マレーシア）- 6P
11. ジョシュア・オリヴァー（ニュージーランド）- 4P